# Walzenhausen
Walzenhausen é uma comuna da Suíça, no Cantão Appenzell Exterior, com cerca de 2.145 habitantes. Estende-se por uma área de 6,98 km², de densidade populacional de 307 hab/km². Confina com as seguintes comunas: Au (SG), Berneck (SG), Lutzenberg, Oberegg (AI), Rheineck (SG), Sankt Margrethen (SG), Wolfhalden. 
A língua oficial nesta comuna é o Alemão.